# Paulo Tapajós
Paulo Tapajós Gomes (Rio de Janeiro, 20 de outubro de 1913 — 29 de dezembro de 1990) foi um cantor, compositor, produtor e radialista brasileiro.
Estudou desenho na Escola Nacional de Belas Artes, e música com o maestro Lorenzo Fernandes. O trio Irmãos Tapajós foi formado em 1927, com seus irmãos Haroldo e Osvaldo.

## Carreira
Em 1928 estreou na rádio Sociedade do Rio de Janeiro. Com a saída do irmão Osvaldo do trio. forma uma dupla com o irmão Haroldo, gravando Loura e Morena (Haroldo Tapajós/Vinícius de Moraes; Decadência de Pierrô (Lamartine Babo/Alcir Pires Vermelho); Eu Chorei e Noite Azul. Compôs com Vinicius de Moraes o fox-canção Canção da Noite.
Foi cantor, diretor e produtor de diversos programas da Rádio Nacional, do Rio de Janeiro, em 1942. Saiu da rádio Nacional em 1946 e foi contratado pela rádio Tupi como diretor artístico. Em 1951 compôs o samba Morreu o Anacleto, junto com o compositor Donga. Em 1956 gravou o longplay (Lp), chamado Luar do Sertão.
Dublou diversos desenhos para os estúdios Disney.
Formava a comissão executiva do I Festival Internacional da Canção - TV Rio, Rio de Janeiro, em 1966. Tendo ficado com o cargo de diretor artístico da emissora até 1970.
Em 1971 grava pela RCA Victor - Os saraus de Jacob - Jacob do Bandolim recebe o modinheiro Paulo Tapajós.
Participou de diversos festivais de música pelo país. Por vários anos apresentou, produziu e dirigiu o programa radiofônico Domingo Musical, do Projeto Minerva - Rádio MEC.